# 第10號交響曲 (蕭士塔高維奇)
e小調第10號交響曲，作品93，是俄國作曲家德米特里·德米特里耶维奇·肖斯塔科维奇的交響樂作品，創作於1953年7月至11月，12月17日由列寧格勒愛樂樂團在穆拉文斯基的指揮下作首演。這首作品和上一首交響曲相距八年，與《第5號交響曲》一樣，是蕭士達高維契最常被演奏的交響曲之一。就連甚少演繹現代作品的著名指揮家卡拉揚，也在1969年到訪蘇聯時指揮了這首作品。

## 背景
史達林期望蕭士達高維契的第九首交響曲能如貝多芬《第9號交響曲》一樣宏大，結果作曲家於1945年創作的《第9號交響曲》有極大落差，再一次失寵於政府。1948年史達林藉日丹諾夫將蘇聯音樂家大整頓，蕭士達高維契與普羅高菲夫、米亞斯科夫斯基等一線作曲家無一倖免。這是蕭士達高維契第二次遭到官方譴責，後果是除了第5號、第7號交響曲等少數作品外，都被禁止演出，種種福利待遇被褫奪。蕭士達高維契唯有再一次把精力放在電影音樂上，或者創作清唱劇《森林之歌》（作品81）一類政府接受的作品以賺取酬勞來交租，這段期間他雖然已完成了《第1號小提琴協奏曲》，但因害怕作品再被評為「形式主義」而一直未公開。
1953年3月5日，蘇聯一連有兩位著名人物去世，其中一位是普羅高菲夫，另一位名氣更大——史達林，後者的死亡意味著其長達31年的獨裁統治即將結束。對蕭士達高維契來説，這是轉機的一刻，四個月後，他正式開始譜寫新的交響曲。

## 結構
樂曲共分為四個樂章，全曲演奏時間約為55分鐘。
- 第1樂章：中板（Moderato），以作曲家名字創作的DSCH動機成了樂章的主軸位置。
- 第2樂章：快板（Allegro），短小但緊湊的樂章，被稱為史達林的寫照。
- 第3樂章：小快板（Allegretto），作曲家將DSCH動機及另一個音樂動機不斷重覆穿插在當中。
- 第4樂章：行板－快板（Andante - Allegro），與第六、第九均視為作曲家少有帶樂觀性的終曲。

## 配器
- 木管樂器：3長笛（第2、3長笛兼任短笛）、3雙簧管（第3雙簧管兼任英國管）、3單簧管（第3單簧管兼任E♭調高音單簧管）、3巴松管（第3巴松管兼任低音巴松管）
- 銅管樂器：4圓號、3小號、3長號、大號
- 敲擊樂器：定音鼓、大鼓、小鼓、鈸、三角鐵、鑼、鈴鼓、木琴
- 絃樂器：第1小提琴、第2小提琴、中提琴、大提琴、低音提琴